# 緑の光線 (小説)
『緑の光線』（みどりのこうせん、原題 仏: Le Rayon vert ）は、1882年に刊行されたジュール・ヴェルヌの恋愛小説。

## 概要

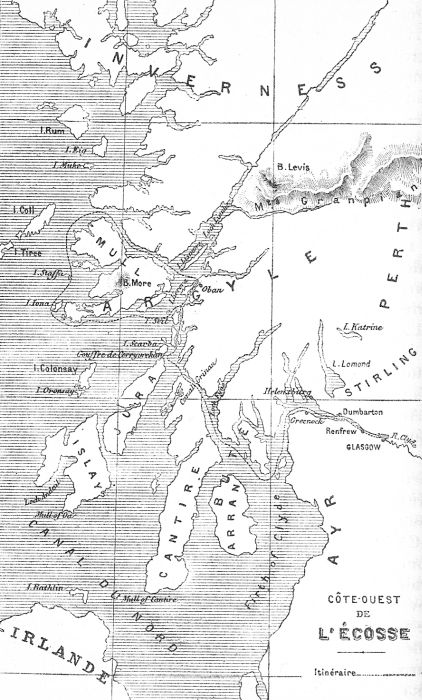
へブリディーズ

公海で日の出や日没に発生することがあるとされるグリーンフラッシュを題材としている。ヴェルヌとしては異色の、女性が主人公の恋愛小説として仕上がっており、スコットランドの風光明媚な土地と文学への、ヴェルヌの思い入れが随所に見受けられる。

## あらすじ
水平線に太陽が沈む一瞬に発するとされる緑の光線を目撃すると、自分と他人の心の中が見えるようになるという言い伝えが、『モーニング・ポスト』紙に掲載された。記事を元にエレナ・キャンベルは、2人の伯父とともに水平線を探す旅に出るが、なかなか見ることができず、ヘブリディーズの島々を放浪する。

## 登場人物

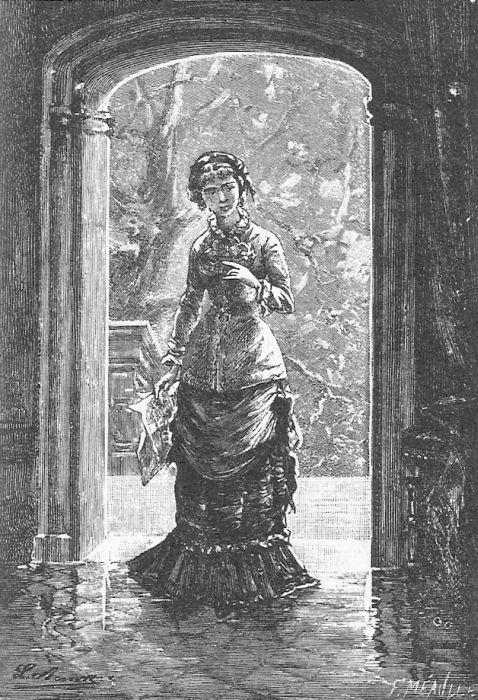
エレナ・キャンベル

- エレナ・キャンベル (Helena Campbell) - 緑の光線の伝説の影響で、伯父たちとヘブリディーズの島々への旅に出る。
- サムとシブ (Sam et Sib Melvill) - ヘレナ・キャンベルの伯父。エレナに振り回される。
- アリストビューラス・ウルシクロス (Aristobulus Ursiclos) - 無粋な科学者。
- オリヴァー・シンクレア (Olivier Sinclair) - コリヴレカンの渦潮に捲き込まれるが、エレナ一行の船に救助される。

## 日本語訳
- 『緑の光線』中村三郎 訳、パシフィカ、1979年 - 『北海の越冬／緑の光線』に収録される。
- 『緑の光線』中村三郎 訳、文遊社、2014年 - 他に初期短編『メキシコの悲劇』小高美保 訳

## 関連作品
- フランスの映画監督エリック・ロメールによる1986年の映画「緑の光線」（Le rayon vert）はこの小説からタイトルをとっている。